# Fluormacraeïta
La fluormacraeïta és un mineral de la classe dels fosfats que pertany al grup de la paulkerrita.

## Característiques
La fluormacraeïta és un fosfat de fórmula química (H₂O)K]Mn₂(Fe₂Ti)(PO₄)₄(OF)(H₂O)₁₀·4H₂O. Va ser aprovada com a espècie vàlida per l'Associació Mineralògica Internacional en el mes de novembre de l'any 2024, i va ser publicada a la revista internacional European Journal of Mineralogy per Ian E. Grey et al. en el mes de març de 2025 amb el títol «Fluormacraeite, [(H₂O)K]Mn₂(Fe₂Ti)(PO₄)₄[OF](H₂O)₁₀⋅4H₂O, the first type mineral from the Plößberg pegmatite, Upper Palatinate, Bavaria, Germany». Cristal·litza en el sistema monoclínic.
Segons la classificació de Nickel-Strunz pertany a «08.DH: Fosfats amb cations de mida mitjana i gran, (OH, etc.):RO₄ < 1:1» juntament amb altres minerals com la leucofosfita, la calcioferrita o la montgomeryita, entre d'altres. Les mostres que van servir per a determinar l'espècie, el que es coneix com a material tipus, es troben conservades a la col·lecció estatal de minerals de Baviera, a Múnic (Alemanya), amb el número de registre: MSM38573, i a les col·leccions mineralògiques del Museu d'Història Natural del Comtat de Los Angeles, a Los Angeles (Califòrnia) amb el número de catàleg: 76422.

## Formació i jaciments
Va ser descoberta a l'escombrera de la mina Lindner, situada a la localitat de Plößberg, dins el districte de Tirschenreuth (Alt Palatinat, Baviera, Alemanya), sent aquest indret l'únic de tot el planeta on ha estat descrita aquesta espècie mineral.